# Biblioteca di cultura moderna Laterza
La Biblioteca di cultura moderna è una delle primissime collane editoriali della casa editrice Laterza. Il suo primo impulso è dovuto a Benedetto Croce, che ne stabilisce l'indirizzo, scegliendo i titoli (e curando la veste editoriale dei volumi) insieme ad alcuni collaboratori come Guido De Ruggiero, Adolfo Omodeo e Luigi Russo. Quando Croce inizia a collaborare con la nuova casa editrice, la collana ha già pubblicato un'opera: Psicologia sociale, di Paolo Orano; ma il filosofo non la apprezza e invita Giovanni Laterza a dare un diverso impianto alla collezione (e all'impresa editoriale tutta), facendola approdare alla pubblicazione di "roba grave" (come dice in una lettera), a una saggistica insomma di qualità e respiro internazionale, che avesse come punto di riferimento una "cultura europea", non localistica come si pensava all'inizio. Il progetto si avvia subito con la pubblicazione del secondo volume: L'Italia d'oggi di Bolton King e Thomas Okey, opera dallo stile semplice e chiaro che racconta l'Italia a quarant'anni dall'Unità.

Dapprima centro di diffusione della cultura idealista della nuova Italia, la Biblioteca svolgerà un ruolo importante durante il ventennio per la diffusione di approcci e idee differenti da quelli imposti dal regime, grazie ai quali si impone all'attenzione dell'antifascismo militante e si guadagna numerose censure.

Croce scompare nel 1952 e tocca a Vito Laterza occuparsi della transizione ad una nuova fase della casa editrice e quindi della Biblioteca di cultura moderna. La collana continua a pubblicare nello stesso spirito, avvicinandosi, come  tutta la produzione Laterza, alle istanze culturali propugnante dagli intellettuali che si riuniscono attorno alla rivista Il Mondo di Mario Pannunzio, spostandosi però gradualmente verso la pubblicazione di monografie più specialistiche.

A cavallo degli anni '70 e '80, nell'epoca del riflusso, la collana ospita sempre di più titoli di filosofia, sempre rivolti ad un pubblico ridotto, sostanzialmente universitario.

L'arrivo del nuovo millennio è segnato dalla riduzione della possibilità di saldare il pubblico colto e l'università attraverso la pubblicazione di monografie: la Biblioteca di cultura moderna continua ad esistere, pubblicando sempre meno titoli e di fatto concludendosi nel 2017.

## Titoli
Alcuni numeri sono doppi (vengono indicati con la lettera B) in quanto provengono da altre collane e sono sistemati qui sostituendo vecchi numeri non più ristampati.
L'ordine è cronologico per anni: alcuni numeri previsti prima sono stati pubblicati successivamente con il numero stabilito, quindi non risultano in progressione.

### 1901
- 1. Paolo Orano, Psicologia sociale

### 1902
- 2. Bolton King, Thomas Okey, L'Italia d'oggi
traduzione di Alfonso Croce [il fratello di Benedetto)
riedita nel 1904, 1910 e 2001

### 1903
- 3.	Ettore Ciccotti, Psicologia del movimento socialista. Note ed osservazioni
- 4.	Giovanni Amadori-Virgilj, L’istituto famigliare nelle società primordiali
- 5.	Alessandro Martin, L’educazione del carattere
prima traduzione italiana autorizzata dall'autore e corredata di copiose note per cura di Angelo Scuppa, con prefazione di Saverio De Dominicis
riedita nel 1915

### 1904
- 6.	Giuseppe De Lorenzo, India e buddhismo antico
con 70 figure nel testo
- 7.	Vittorio Spinazzola, Le origini e il cammino dell’arte. Prelezioni ad un corso di estetica
- 8.	Remy de Gourmont, Fisica dell’amore. Saggio sull’istinto sessuale
prefazione di Giuseppe Vorluni
- (2). Bolton King, Thomas Okey, L'Italia d'oggi
seconda edizione italiana riveduta dagli autori
prima edizione del 1902, riedita nel 1910 e 2001

### 1905
- 9.	Carlo Cassola, I sindacati industriali (Cartelli. Pools. Trusts)
- 10.	Giovanni Marchesini, Le finzioni dell’anima. Saggio di etica pedagogica
- 11.	Emilio Reich, Il successo delle nazioni
traduzione di Giacinto Chimenti
- 12.	Corrado Barbagallo, La fine della Grecia antica
- 13.	Francesco Novati, Attraverso il Medio Evo. Studi e ricerche
- 14.	Joel Elias Spingarn, La critica letteraria nel Rinascimento. Saggio sulle origini dello spirito classico nella letteratura moderna
traduzione di Antonio Fusco, con prefazione di Benedetto Croce
- 15.	Thomas Carlyle, Sartor resartus
traduzione e note di Francesco e Giacinto Chimenti
- 16.	Francesco Carabellese, Nord e Sud attraverso i secoli
- 17.	Bertrando Spaventa, Da Socrate a Hegel. Nuovi saggi di critica filosofica
a cura di Giovanni Gentile

### 1906
- 18.	Antonio Labriola, Scritti vari editi e inediti, di filosofia e politica
Raccolti e pubblicati da Benedetto Croce
- 19.	Arthur James Balfour, Le basi della fede
traduzione dalla ottava edizione inglese di Giacinto Chimenti
- 20.	Charles de Freycinet, Saggio sulla filosofia delle scienze. Analisi. Meccanica
traduzione di Emilio Bartoli

### 1907
- 21.	Benedetto Croce, Ciò che è vivo e ciò che è morto della filosofia di Hegel. Studio critico seguito da un saggio di bibliografia hegeliana
riedito nel 1913 e 1967 come Saggio sullo Hegel
- 22.	Lafcadio Hearn, Kokoro. Cenni ed echi dell’intima vita giapponese
traduzione di Giulio De Georgio, prefazione di Giuseppe De Lorenzo
- 23. Federico Nietzsche, Le origini della tragedia, ovvero ellenismo e pessimismo
traduzione di Mario Corsi e Attilio Rinieri
riedito nel 1919, 1967, 1982 e 1995
- 24.	Vittorio Imbriani, Studi letterari e bizzarrie satiriche
a cura di Benedetto Croce
- 25.	Lafcadio Hearn, Spigolature nei campi di Buddho. Studii d’Estremo Oriente
traduzione di Giulio De Georgio, prefazione di Giuseppe De Lorenzo

### 1908
- 26.	C.W. Saleeby, La preoccupazione, ossia: la malattia del secolo
traduzione di Domenico Battaini
- 27.	Karl Vossler, Positivismo e idealismo nella scienza del linguaggio
traduzione di Tommaso Gnoli
- 28. Pubblicato nel 1909
- 29. Pubblicato nel 1909
- 30.	Bertrando Spaventa, La filosofia italiana nelle sue relazioni con la filosofia europea
con note e appendici di documenti, a cura di Giovanni Gentile

### 1909
- 28.	Giorgio Arcoleo, Forme vecchie, idee nuove
- 29.	Fausto Nicolini (a cura di), Il pensiero dell’abate Galiani
antologia dei suoi scritti editi e inediti, con un saggio bibliografico
- 31.	Giorgio Sorel, Considerazioni sulla violenza
traduzione di Antonio Sarno, con introduzione di Benedetto Croce
- 32.	Antonio Labriola, Socrate
nuova edizione, a cura di Benedetto Croce
prima edizione del 1871 presso la Stamperia della Regia Università di Napoli, riedito nel 1934
- 33.	Giuseppe Kohler, Moderni problemi del diritto
traduzione di Luigi Lordi, prefazione di Luigi Ferrara
- 34/I.	Karl Vossler, La Divina Commedia studiata nella sua genesi e interpretazione, 2 vol. in 4 tomi
1.1: La genesi religiosa e filosofica
traduzione di Stefano Jacini
riedito nel 1983; volumi successivi nel 1910, 1913 e 1927
- 35.	Giovanni Gentile, Il modernismo e i rapporti tra religione e filosofia. Saggi
- (30). Bertrando Spaventa, La filosofia italiana nelle sue relazioni con la filosofia europea
nuova edizione, con note di Giovanni Gentile

### 1910
- 34/II.	Karl Vossler, La Divina Commedia studiata nella sua genesi e interpretazione, 2 vol. in 4 tomi
1.2: La genesi etico-politica
traduzione di Stefano Jacini
riedito nel 1983; volume precedente: 1909; volumi successivi: 1913, 1927
- 36.	Giovan Battista Festa, Un galateo femminile italiano del Trecento. Il Reggimento e costumi di donna di Francesco da Barberino
- 37.	Silvio Spaventa, La politica della Destra. Scritti e discorsi
raccolti da Benedetto Croce
- 38/I-II.	Josiah Royce, Lo spirito della filosofia moderna. Saggio in forma di conferenze, 2 vol.
traduzione e introduzione di Giuseppe Rensi
1: Pensatori e problemi
2: Prime linee d'un sistema
- 39.	Rodolfo Renier, Svaghi critici
- 40.	Emilio Gebhart, L’Italia mistica: storia del rinascimento religioso nel Medio Evo
traduzione di Armando Perotti
riedito nel 1983
- 41.	Arturo Farinelli, Il Romanticismo in Germania. Lezioni introduttive con cenni bibliografici sul corso intero
riedito nel 1923
- (2).	Bolton King, Thomas Okey, L’Italia d’oggi
terza edizione, con l’aggiunta di un capitolo sull’Italia dopo il 1900
ed. precedenti: 1902, 1904; riedito nel 2001

### 1911
- 42.	Antonio Tari, Saggi di estetica e metafisica
a cura di Benedetto Croce
- 43.	Ettore Romagnoli, Musica e poesia nell’antica Grecia
- 44.	Francesco Fiorentino, Studi e ritratti della rinascenza
a cura di Luisa Fiorentino
- 45.	Giuseppe Ferrarelli, Memorie militari del Mezzogiorno d’Italia
con prefazione di Benedetto Croce
- 46.	Bertrando Spaventa, Logica e metafisica
a cura di Giovanni Gentile
nuova edizione con l'aggiunta di parti inedite
- 47.	Antonino Anile, Vigile di scienza e di vita
- 48.	Josiah Royce, La filosofia della fedeltà
prefazione e traduzione di Giuseppe Rensi
- 49/I-II.	Ralph Waldo Emerson, L’anima, la natura e la saggezza. Saggi, 2 vol.
traduzione di Mario Cossa
- 50.	Pubblicato nel 1912
- 51.	Giovanni Gentile, Bernardino Telesio
con appendice bibliografica
- (6).	Giuseppe De Lorenzo, India e buddhismo antico
seconda edizione, riveduta e notevolmente aumentata dall'autore
prima edizione: 1904; riedito nel 1917, 1920, 1926 e 1981